# Hrvatsko čipkarstvo
Hrvatsko čipkarstvo hrvatska je kulturna baština čipkarstva, vještina izrade čipke šivanjem iglom i preplitanjem pomoću batića. Razlika između čipkarstva europskih zemalja i onog na prostoru Hrvatske njezini su stvaratelji. U Europi je izrada čipke bila u rukama ženskih crkvenih redova, građanstva i plemstva, dok se u Hrvatskoj njihovim posredstvom prenosi u ruke seoskih žena u manjim ruralnim sredinama. One čipku izrađuju za potrebe tradicijske odjeće i posoblja. Kao nematerijalna svjetska baština upisano je na UNESCO-ov popis nematerijalne svjetske baštine u Europi 2009. godine.

## Povijest
Razvitak čipkarstva u Hrvatskoj imao je nešto drugačiji slijed nego u ostalom dijelu Europe. Iako je početkom bilo vezano uz svećenstvo i plemićki stalež, čipkarstvo je na hrvatskom području tradicijskom predajom i materijalnim ostacima došlo kao dio etnografske baštine, vezano uz seosku populaciju. Dio je tradicijskog tekstilnog rukotvorstva u okviru autarkične seoske proizvodnje, a namijenjeno je bilo prvenstveno ukrašavanju ženske tradicijske odjeće i platnenog posoblja. 
Na takvim tradicijama u pojedinim se regijama, odnosno lokalitetima, u okviru crkvenih ili društvenih institucija osnivaju tečajevi, škole i/ili radionice u kojima izrada čipke često poprima oblik obrtničke proizvodnje i služi u komercijalne svrhe.
Danas u Hrvatskoj postoje tri glavna centra izrade čipke čije je djelovanje nastavak duge tradicije. U Hrvatskom zagorju to je Lepoglava s čipkom na batiće, a na Jadranu to su grad Pag s čipkom na iglu i grad Hvar s čipkom od agave.
Tradicija čipkarstva postoji i u međimurskom selu Sveta Marija u kojem se izrađuje Svetomarska čipka.

### Čipka na iglu – Pag
Na platnenim dijelovima folklorne odjeće susreće se ukras izveden bodom šivane čipke u obliku prvotne retičele (retičela = mrežica). Nastaje u kvadratnom prostoru urezanom u platnu i rađen je bez nacrtanih predložaka. Početkom 20. stoljeća, intenzitet izrade nošnje opada, no osnivanjem Čipkarske škole vještina šivanja čipke koristi se za izradu samostalnih ukrasnih predmeta namijenjenih građanskom društvu. Oni sadrže motive preuzete s folklornog tekstila, koji do kraja ostaju u strogoj početnoj, renesansnoj geometrizaciji oblika.

### Čipka od agave – Hvar
Čipku od agave u Hrvatskoj izrađuju jedino redovnice 
u benediktinsku samostanu sv. Ivana Krstitelja i sv. Antuna Opata u gradu Hvaru na istoimenom otoku. Vještina podrijetlom s Kanarskih otoka (Tenerife), u Hvaru je nazočna od polovice 19. stoljeća. Čipka se izrađuje od niti koje se posebnim postupkom dobivaju iz sredine svježih listova agave. Nakon obrade niti su bijele boje, prilično tanke određene čvrstoće i dužine. Po tehnici rada razlikuje se čipka zvanu tenerifa, zatim tenerifa s mreškanjem i mreškanje na okviru.

### Čipka na batiće – Lepoglava
Vjerojatno su pavlinski svećenici u Lepoglavu donijeli vještinu izrade čipke na batiće. Prihvaćena je među seoskim stanovništvom prvenstveno za izradu rubnog ukrasa bijele platnene nošnje. Vremenom, izrada čipke organizirana u okviru škola, tečaja i radionica, postaje stalan izvor dodatne zarade seoskih čipkarica (slika desno). Tada čipka dobiva i novu namjenu – izrađuju se tabletići, modni detalji, čipka u metraži, a njezina je uporaba vezana isključivo uz građanski društveni sloj.

### Čipka na batiće – Sveta Marija
Svetomarska čipka spada među jednostavnije čipke koje se izrađuju s relativno malo batića. Tradicija t.zv. klepane čipke do 1936. je bila usredotočena na naselja Svetu Mariju, Donji Mihaljevec i Čukovec, a danas je ostala samo u Svetoj Mariji.

### Sunčana čipka – Brodsko Posavlje
Sunčana čipka kao motiv je na područje Slavonije stigla dvadesetih godina 20. stoljeća s Tenerifa putem modnog časopisa (sol lace ili sun lace). Od tada se njome ukrašavaju modne haljine i tradicijsko ruho. Izrađuje se na drvenim "ramama" različitih oblika i veličina, pamučnim bijelim koncem. To je šivana čipka ili čipka na iglu. Čipka se izrađuje na području Brodskog Posavlja, a najintenzivnije u selu Sikirevci smješteno istočno od Slavonskog Broda 40 km prema Županji. Sunčana čipka izrađuje se na području Brodskog Posavlja, okolica Vinkovaca. Žene koje rade čipku na tim su je područjima skratile samo na "motiv".[nedostaje izvor]

## Poveznice
- Hrvatska kulturna baština
- Nematerijalna kulturna baština
- Nematerijalna svjetska baština
- Svetomarska čipka

## Vanjske poveznice
- Dani čipke u Lepoglavi 2010.  Arhivirana inačica izvorne stranice od 26. kolovoza 2010. (Wayback Machine)
- Hrvatska čipka video na kultura.hr
- Hrvatska čipka  Arhivirana inačica izvorne stranice od 28. rujna 2009. (Wayback Machine) blog